# Dominium mundi

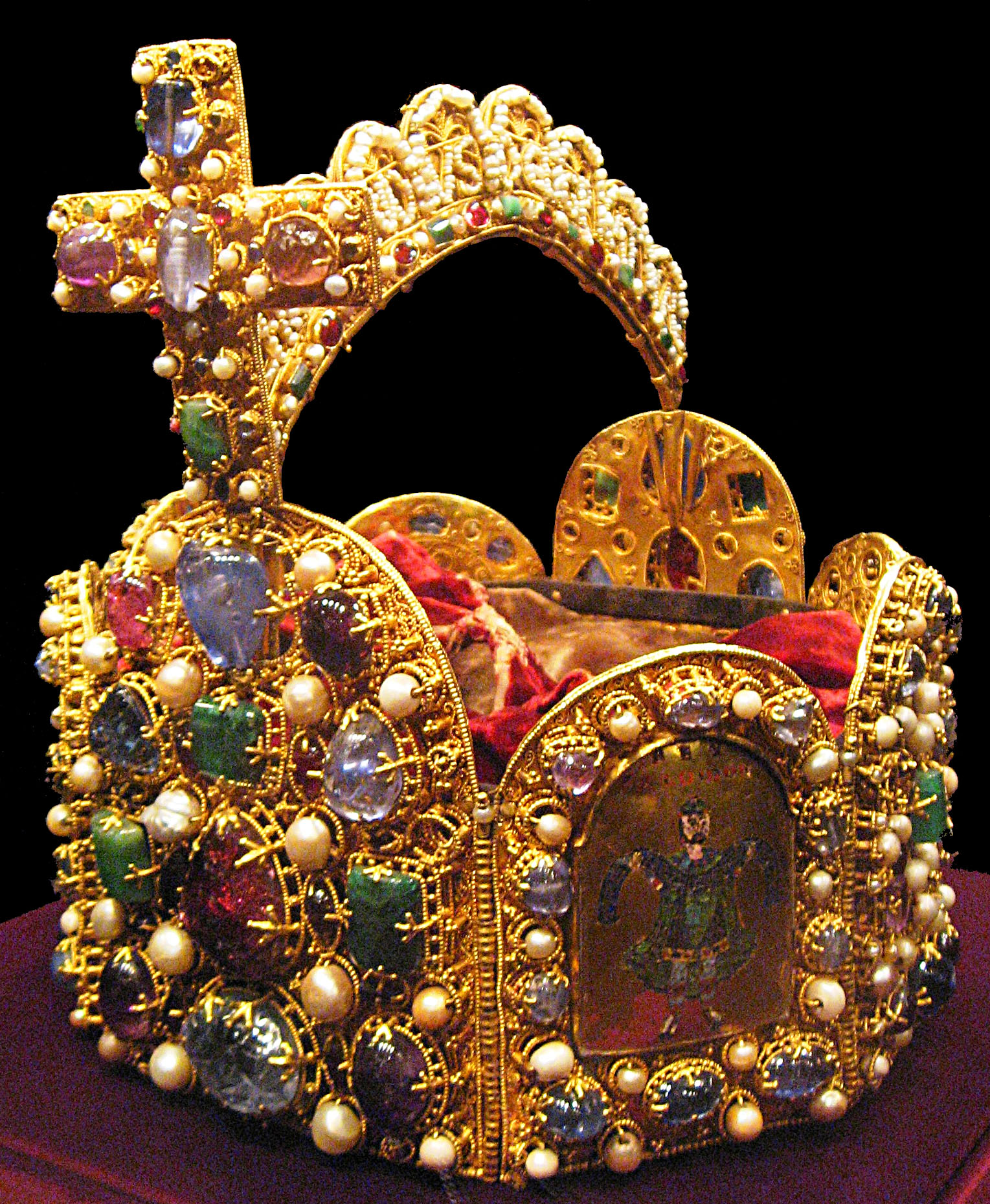
Corona imperialis

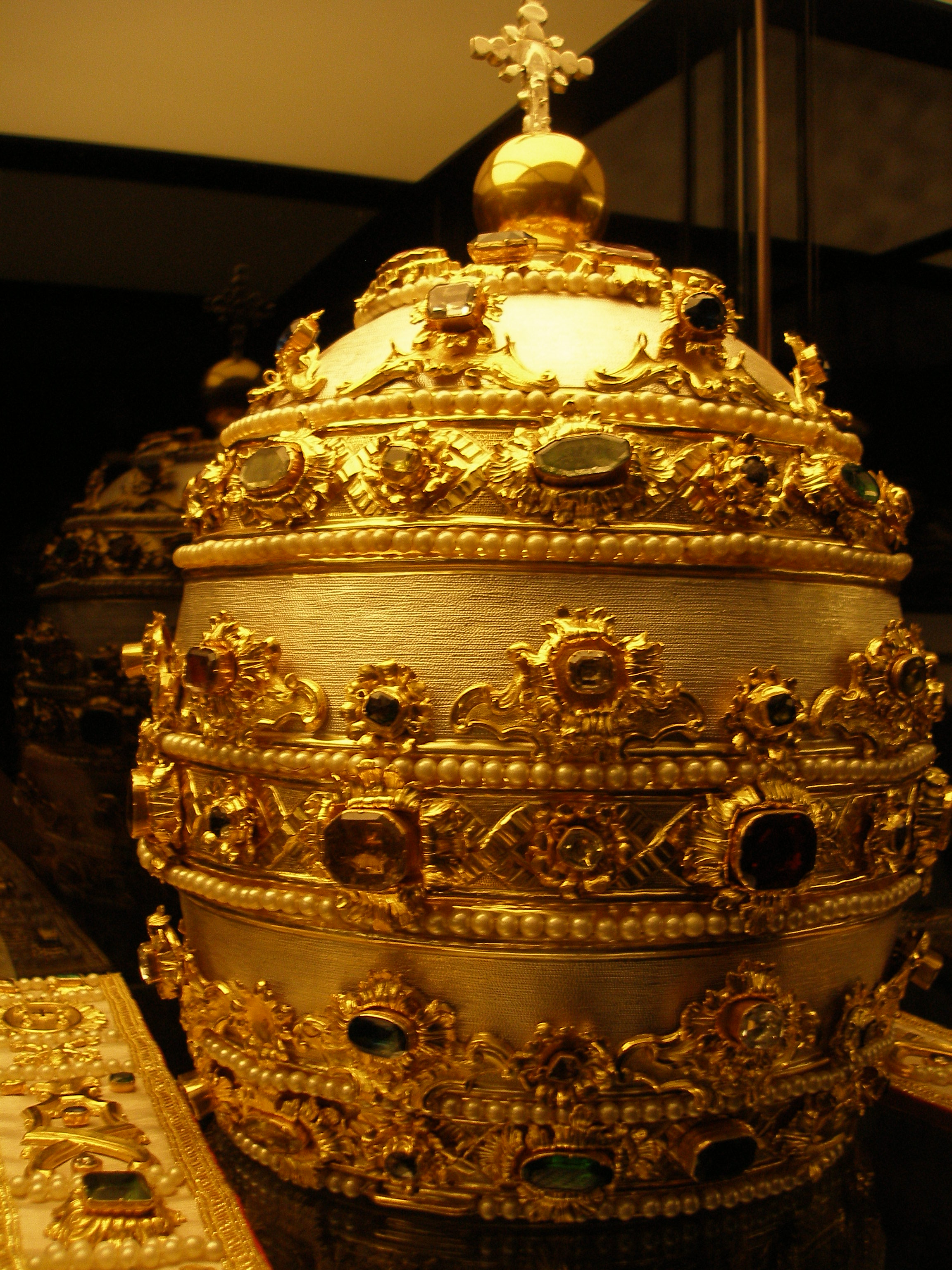
Papežská tiára

Dominium mundi („Světovláda“) je označení myšlenky univerzální říše, která se objevila ve středověku. Myšlenka byla inspirována vzorem starého Římského imperia, přičemž plán předpokládal uznání jediné nejvyšší společné autority. Realizace plánu by znamenala značné mocensko-politické a duchovní rozšíření císařské  a církevní moci, představovanou Svatou říší římskou a Římskokatolickou církví, respektive jejich legitmními hlavami - císařem a papežem.

## Středověk a cesaropapismus
Myšlenka spojení obou velmocí (církev a císařství) s ideou císaře coby duchovního imperátora vznikla ve 4. století, jako reakce na prohlášení Konstantinopole "druhým Římem".

## Osobnosti

### Císaři
- Jindřich IV.
- Jindřich V.
- Fridrich I. Barbarossa
- Jindřich VI.

### Papežové
- Řehoř VII.
- Urban II.
- Paschalis II.
- Jindřich Lev
- Urban III.
- Alexandr III.
- Inocenc IV.
- Geroh de Reichersberg
- Gratianus (právník)
- Huguccio